# Richard Meade
Richard John Hannay Meade, OBE (4. prosince 1938 Chepstow – 8. ledna 2015 West Littleton) byl britský reprezentant v jezdectví.
Vystudoval Univerzitu v Cambridgi a sloužil u jedenáctého pluku britské kavalérie. Členem národního týmu v jezdectví byl 21 let. Při své první olympijské účasti v roce 1964 obsadil osmé místo. Na Letních olympijských hrách 1968 byl členem vítězného britského týmu v soutěži všestranné způsobilosti a mezi jednotlivci skončil čtvrtý. Na Letních olympijských hrách 1972 vyhrál v této disciplíně soutěž jednotlivců i družstev. Stal se prvním britským vítězem individuální jezdecké soutěže a se třemi zlatými medailemi také nejúspěšnějším britským olympionikem v jezdeckém sportu. Na Letních olympijských hrách 1976 obsadil v soutěži jednotlivců čtvrté místo. S britským týmem také vyhrál Světové jezdecké hry v letech 1970 a 1982 a byl třikrát mistrem Evropy (1967, 1971 a 1981). V roce 1970 vyhrál Badminton Horse Trials.
V roce 1972 byl zvolen velšským sportovcem roku, v roce 1974 převzal Řád britského impéria a v roce 1996 byl uveden do Síně slávy velšského sportu.
Po ukončení kariéry se stal rozhodčím a funkcionářem Mezinárodní federace jezdeckého sportu. Syn Harry Meade je stříbrným medailistou z mistrovství světa v jezdectví.